# Urostomia

Foto che mostra come viene confezionata un'urostomia usando una tecnica del condotto ileale

Un'urostomia è una procedura chirurgica che crea uno stoma (apertura artificiale) per il sistema urinario. Viene utilizzata per la diversione urinaria nei casi in cui il drenaggio dell'urina attraverso la vescica e l'uretra non è possibile, ad esempio dopo un lungo intervento chirurgico, in caso di ostruzione o di cistectomia radicale.

## Tecniche
Le tecniche includono: 

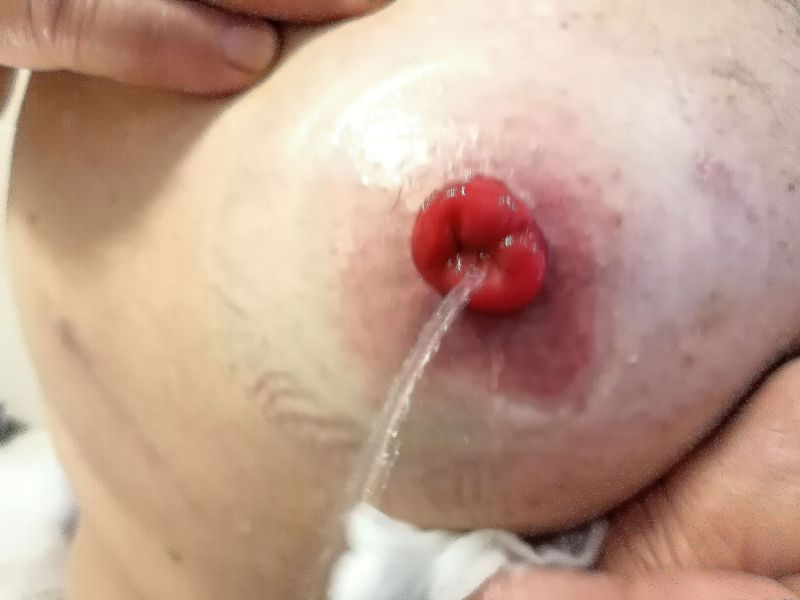
Stoma incontinente standard

- Deviazione urinaria del condotto ileale, in cui gli ureteri vengono resecati chirurgicamente dalla vescica e viene effettuata un'anastomosi ureteroenterica per drenare l'urina in una sezione distaccata di ileo (una parte dell'intestino tenue). La fine dell'ileo viene quindi portata fuori attraverso un'apertura (uno stoma) nella parete addominale. L'urina viene raccolta attraverso un sacchetto che si attacca all'esterno del corpo sopra lo stoma.
- Sacca Indiana

Una "urostomia continente" è una vescica artificiale formata da un segmento di intestino tenue. Questo è modellato in un sacchetto, che può essere svuotato in modo intermittente con un catetere. Evita la necessità di una sacca per stomia sull'urostomia.

## Assistenza di routine
Gli ausili di solito vengono cambiati in un momento di scarsa assunzione di liquidi, come la mattina presto, dove una minore produzione di urina facilita il cambiamento.

## Indicazioni
L'urostomia viene eseguita più comunemente dopo la cistectomia radicale, come potrebbe essere necessario, ad esempio, nel carcinoma della vescica. Altre indicazioni includono grave malattia renale, danni accidentali o lesioni al tratto urinario, complicanze chirurgiche dovute a chirurgia pelvica o addominale non correlata, difetti congeniti che causano l'accumulo di urina nei reni o incontinenza urinaria.